# Coelogyne kinabaluensis
Coelogyne kinabaluensis é uma espécie de orquídea epífita, família Orchidaceae, originária de Borneu.